# Zfk55
Le mousqueton à lunette 1955 (Mq. lu. 55) ou Zielfernrohr-Karabiner 55 (Zf. Kar. 55) est une arme individuelle militaire à répétition pour tireur d’élite. La culasse à mouvement rectiligne reprend le principe du système W+F, culasse Furrer du mousqueton 1931 (Mq. 31) avec un verrouillage amélioré.

Appelé souvent à tort 31/55 de par sa conception proche du mousqueton 31, le Mq. lu. 55 est pourtant bien une arme de conception nouvelle, contrairement au mousqueton 31/42 et 31/43 qui eux découlent de l'évolution du Mq. 31 avec une optique ajoutée.

Dans la main d’un bon tireur, elle permet de toucher avec peu de munitions, jusqu’à des distances de 500 à 600 mètres des buts isolés difficilement discernables à l'œil nu ou par mauvais éclairage et 800 mètres dans de bonnes conditions.
Selon un règlement de l'armée suisse le tir à 1 000 mètres reste possible.
La lunette amovible facilite non seulement la visée, mais permet aussi l’observation de la zone des cibles, elle porte le même numéro que l'arme.

Grâce à la bonne optique, au champ visuel agrandi et à la stabilité de l’arme (bipied, frein de bouche, poids de l’arme), on peut observer l’arrivée du coup. Même si la lunette est en place, on peut encore viser avec la hausse et le guidon jusqu'à une distance de 800 m.

Comme le Mq. 31, arme individuelle du soldat suisse, le Mq. lu. 55 est une arme de spécialité en dotation personnelle et fait partie du matériel de corps. A l'exception du Mo 31 elle ne peut être privatisée au sortir du service, elle ne peut pas porter de poinçon "P" (privé).

## Développement et production
Développement
À la fin de la 2e guerre mondiale, l'armée suisse n'était pas totalement satisfaite des modèles Mq 31/42 et 43, les principaux reproches furent:

- L'optique était trop fragile sur le terrain, son champ de vision trop limité et mal placée sur l'arme.
- Son grossissement trop faible pour le tir à longues distances.
- Le recul de l'arme était trop important pour permettre l'observation du point d'impact.

La W+F a tenté d'améliorer les armes existantes en développant les points suivant:
- Un nouveau fût, poignée pistolet, quadrillage et dessin de crosse.
- Un frein de bouche pour réduire le recul.
- Des bipieds pour améliorer la stabilité.
- Une optique de plus fort grossissement et à champ plus large.
- Un canon lourd pour améliorer la précision.

En 1950, l'armée voulait une arme capable de toucher de petits buts à 600 mètres voir 800 mètres, une optique permettant l'observation du point d'impact et une arme robuste pour une utilisation en conditions difficiles (mauvaise visibilité, terrain difficile, montagne)
À la fin de 1951, la W+F développe le prototype Zf. Kar. 51 (s/n 999) mais il ne fut pas adopté par l'armée, elle change donc de politique de conception et décide de ne plus utiliser les pièces de grandes séries du mousqueton 31 mais de concevoir une arme nouvelle.
En 1955 la W+F présente le Zf. Kar. 55 qui, après une courte période de test, est remis à la troupe.
Production
Le mousqueton à lunette 55 a été produit à 4150 exemplaires.

170 pièces en 1957 s/n de 1001 à 1170.

3030 pièces en 1958 s/n de 1171 à 4200.

800 pièces en 1959 s/n de 4201 à 5000.

150 pièces en 19xx s/n de 5001 à 5150.

La W+F aurait produit 50 pièces supplémentaires pour les corps de police. [réf. nécessaire]

## Données techniques
Arme
- Fabricant : Waffenfabrik Bern (Fabrique fédérale d'armes).
- Mise en service : 1955
- Calibre : 7,5 x 55 mm (7,5 mm GP11)
- Longueur du canon : 652 mm. (identique au Mq. 31)
- Longueur du canon avec frein de bouche : 740 mm.
- Longueur du pas des rayures : 270 mm à droite. (10,63')
- Nombre de rayures : 4
- Profondeur des rayures : 0,14 mm.
- Largeur des rayures : 3,9 mm.
- largeur du champ : 1,95 mm.
- Pression max. des gaz : 3200 bar.
- Vitesse initiale : 780 m/s.
- Magasin : 6 cartouches
- Poids de l’arme (prête au tir sans baïonnette) : 6 100 g.
- Poids de l’arme seule (non chargée et sans lunette) : 5 530 g.
- Longueur de l’arme : 1 210 mm.
- Hauteur de l’axe du canon au-dessus du sol en tirant avec bipied : 32 cm.
- Hausse : à joues, graduée de 100 à 1500 mètres tous les 100 mètres.
- Dispersion totale de l'arme selon le fabricant : 0,67‰ soit 20 cm à 300 mètres[3]

Lunette
- Fabricant : Kern Aarau.

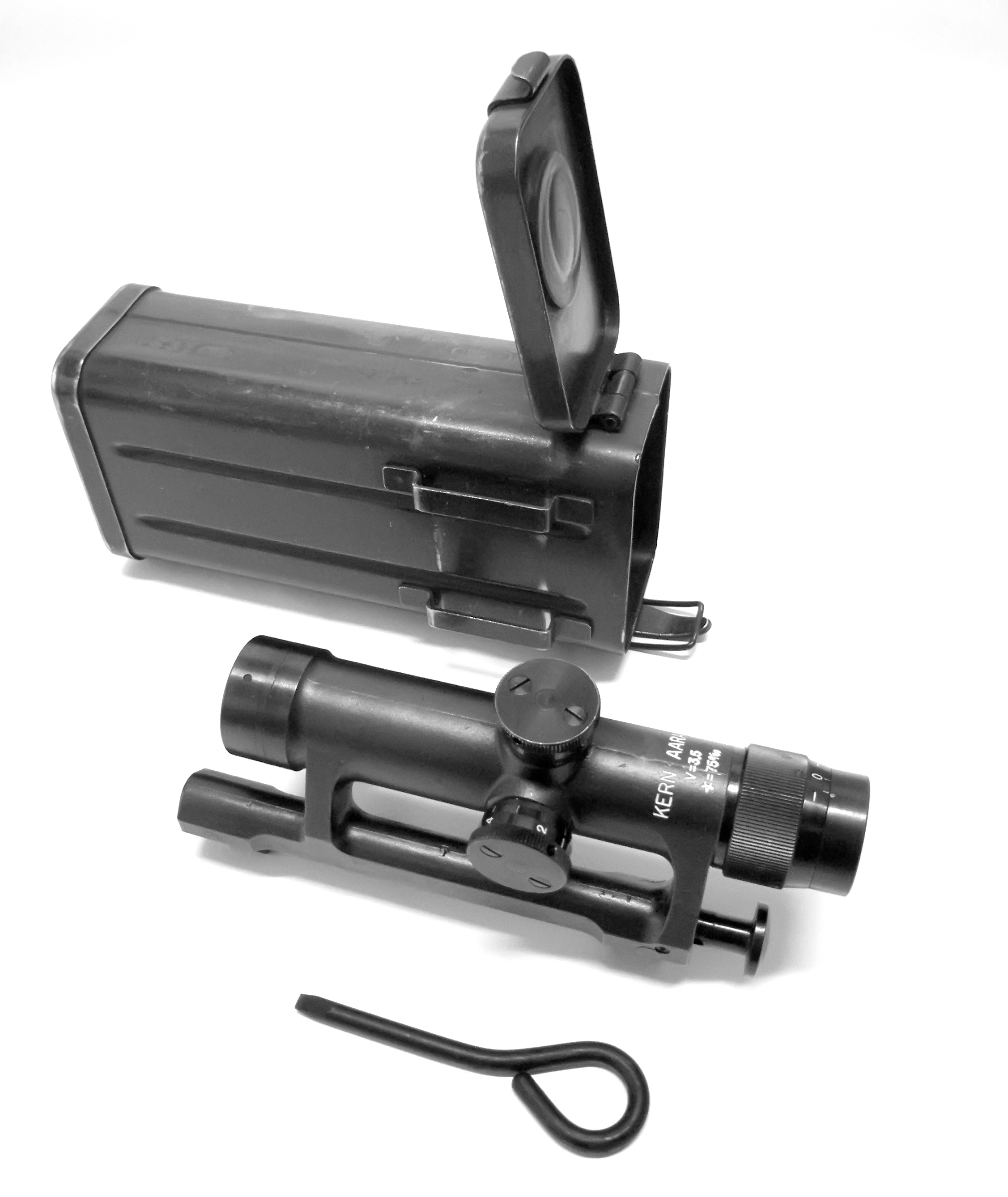
Lunette de pointage avec étui et tournevis

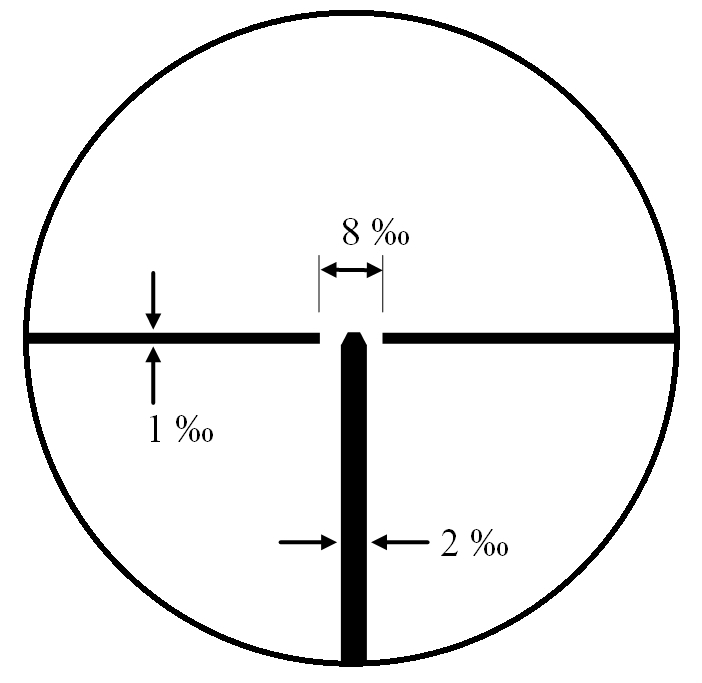
Réticule de la lunette de pointage Kern 3,5x

- Montage : à gauche, sur deux bases à encoches soudées à la boîte de culasse.
- Poids de la lunette : 520 g.
- Poids de la lunette avec étui : 1050 g.
- Longueur : 145 mm.
- Diamètre de l'objectif : 22 mm.
- Diamètre de l'oculaire : 6 mm.
- Grossissement : 3,5 fois
- Champ de visée : 75 ‰
- Possibilités de correction en dérive : ± 15 ‰
- Réglage de la distance de : 0-800 m graduation tous les 100 mètres (la course du tambour autorise le tir à plus de 1000 mètres)
- Possibilités de réglage à vue : ± 2 dioptries.
- Entraxe canon/axe optique : 7,47 cm.
- Étui : boîte en tôle forte au numéro de l'arme avec deux passants pour le port au ceinturon (170 x 80 x 53,5 mm.)

Valeurs de correction pour la lunette
- Tambour de hausse (distance).

Le tambour de hausse n'a pas de crans contrairement à celui de la dérive. (mais sa construction le permet par l'ajout d'une bille et d'un ressort)

Une incrémentation de 3 à 4 correspond à un déplacement de 35 cm. à 300 mètres.
- Tambour de dérive.

Chaque incrémentation correspond à un déplacement de 45 cm. (1,5 ‰), soit la largeur d'un homme à 300 mètres.

Les incrémentations sont elles-mêmes subdivisées en 6 crans, soit 7,5 cm. à 300 mètres. (0,25‰ )
Accessoires

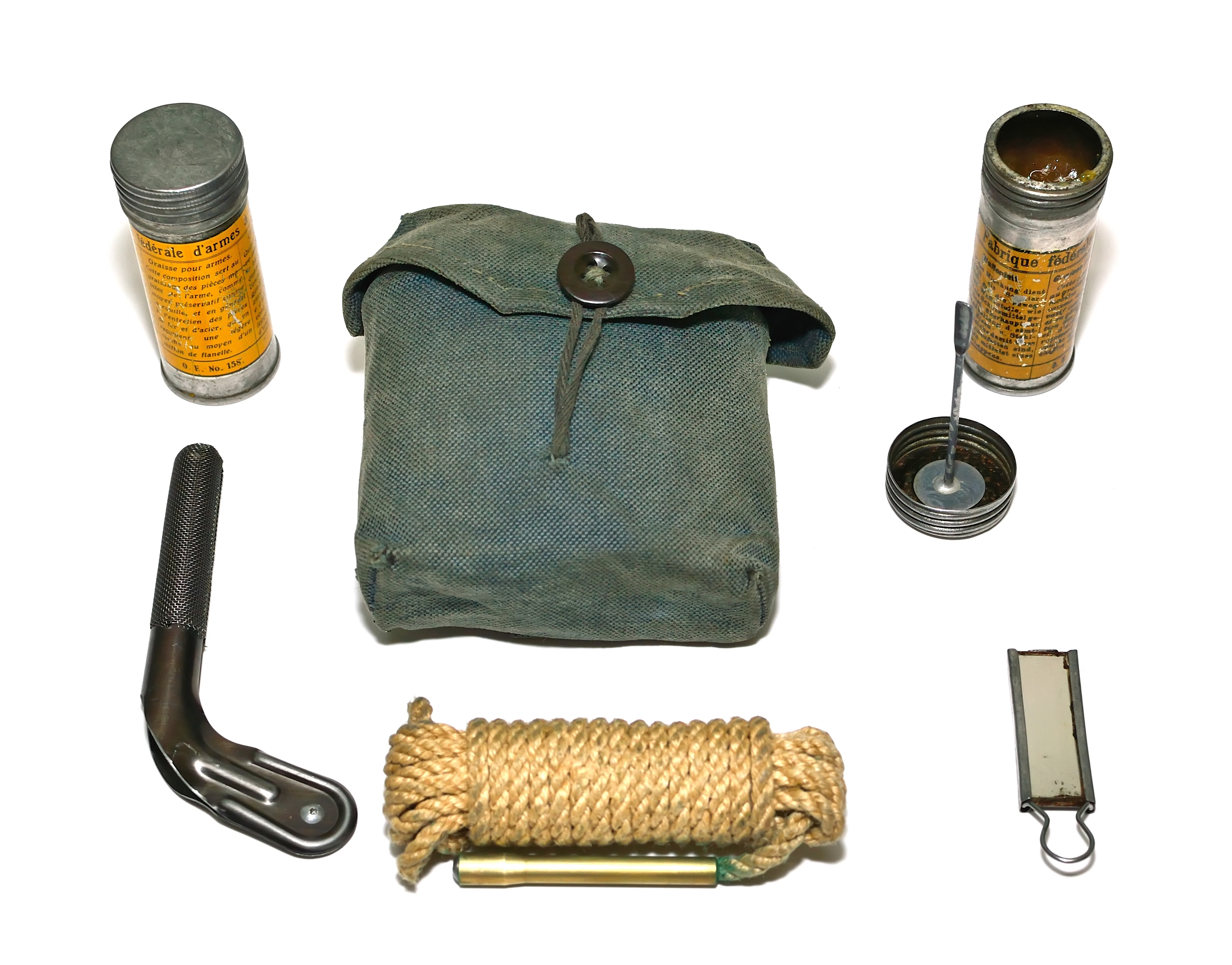
Sachet d'accessoires

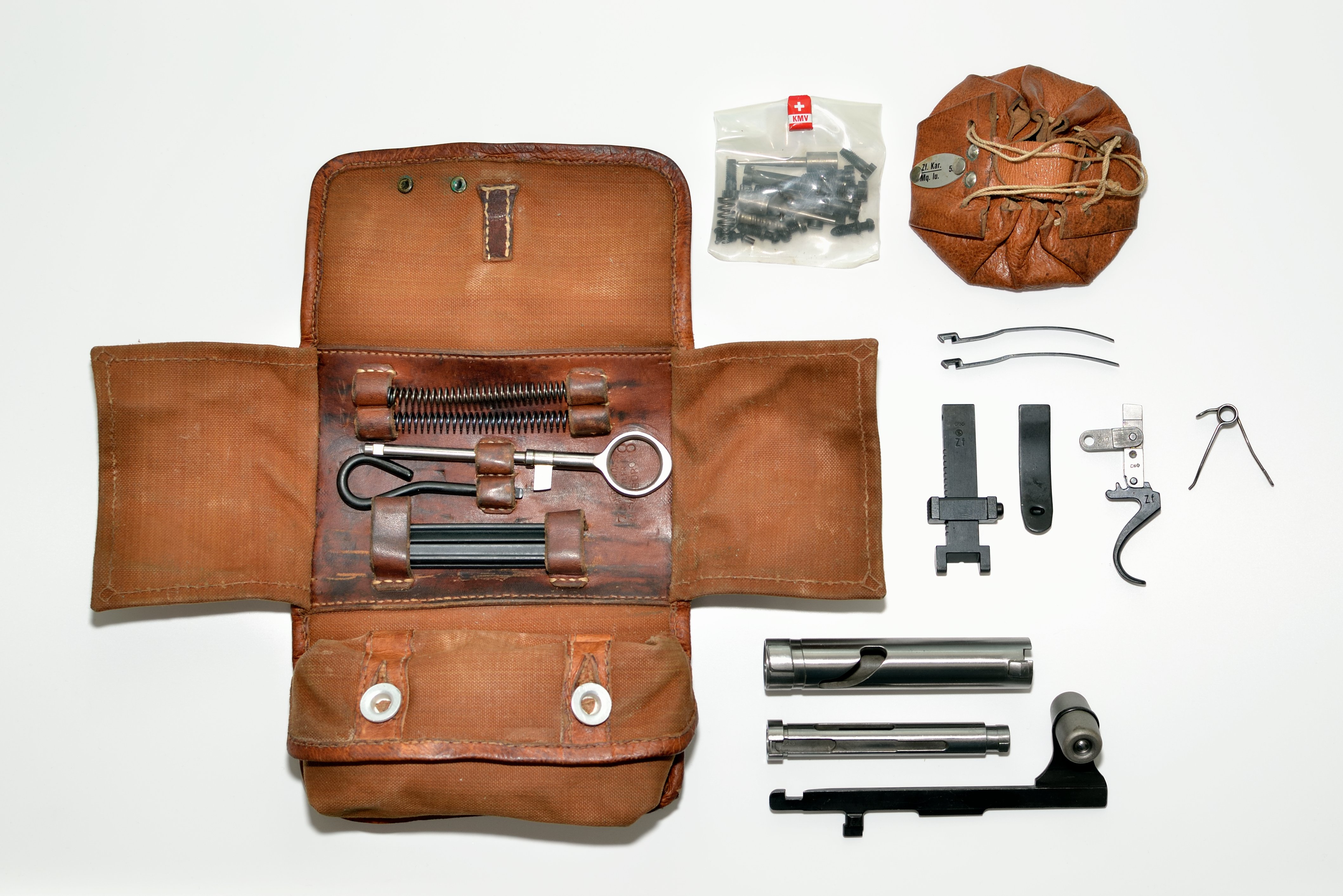
Trousse de pièces de rechange pour le Mq. lu.55

- Sachet d'accessoires (identique au Mq. 31)
- Un tournevis pour la lunette (contenu dans l'étui de celle-ci)

Trousse de pièces de rechange (à l'échelon d'entretien)
1 douille de fermeture.
1 cylindre.
1 verrou.
1 ressort de l'arrêt de culasse.
2 broches de percussion.
2 tige de percussion.
2 ressorts de percussion.
2 extracteurs.
1 dispositif de détente complet. (gâchette, levier de détente, détente, ressort de la détente, éjecteur).
1 hausse complète.
1 ressort de hausse.
2 ressorts de l'arrêt du curseur.
2 goupilles de hausse.
2 vis postérieure de l'écusson.
2 vis antérieure de l'écusson.
2 vis de la fixation.
2 vis de sûreté des vis de fixation.
4 rivets pour bipied.
2 vis d'embouchoir.
1 vis pour plaque de couche.
1 jeu de douze guidons larges de 2,2 mm. (3x 7,1 mm. 5,9 mm. et 2x 6,8 mm. 6,2 mm. 6,5 mm.)
1 tournevis pour la lunette.
2 vis à tête conique pour le réglage de la distance.
Les pièces de rechange sont sans numéros, marquage "Zf" sous la planche de hausse et sur la détente

### Points particuliers
Monture et canon

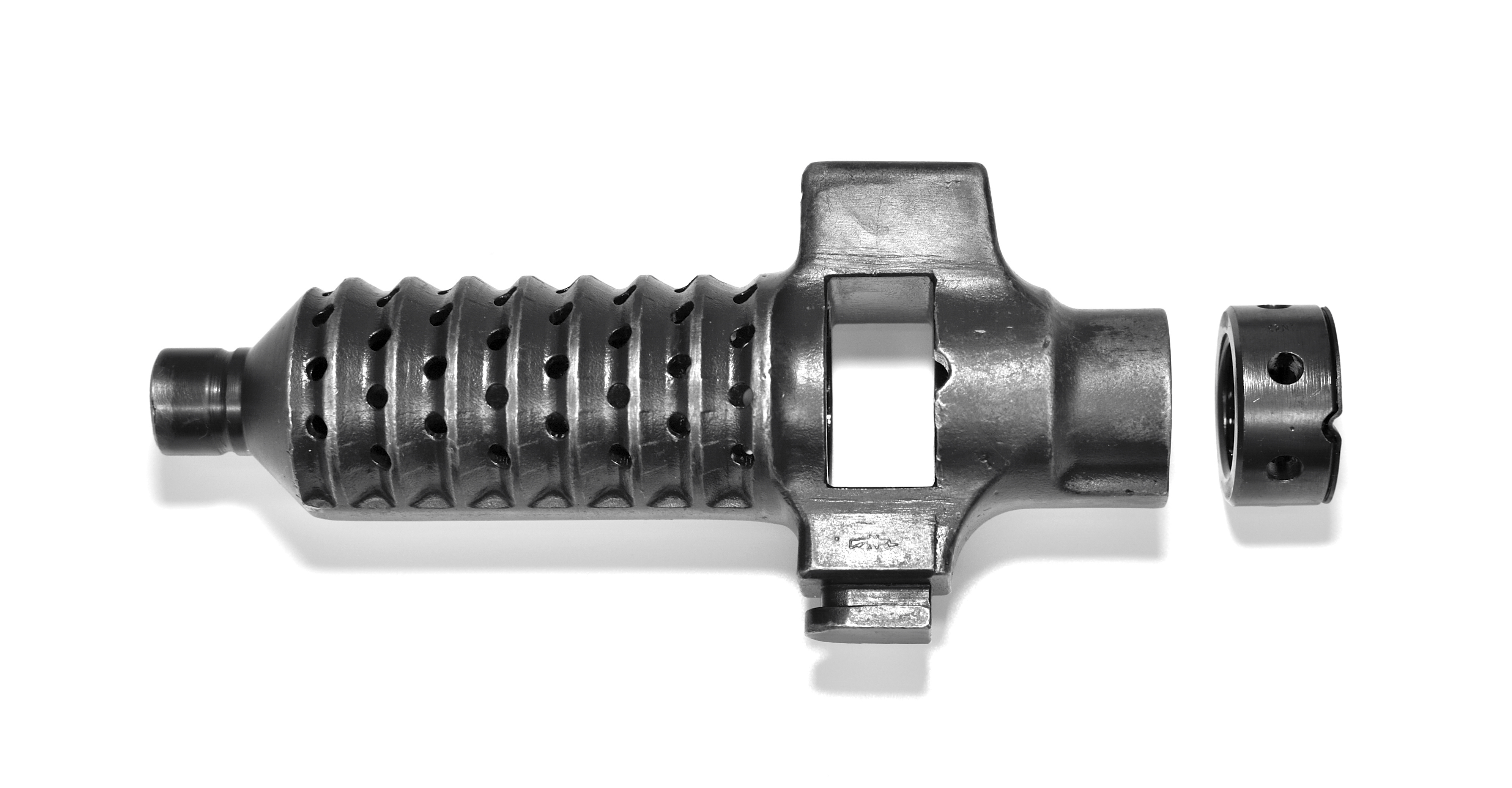
Frein de bouche du Mq. lu.55

Construit pour le tir de précision, sa monture en hêtre, est plus massive que sur le mousqueton 31. Les rainures de prise sont placées de façon asymétrique sur celle-ci.

La poignée de crosse de pistolet est bien proportionnée et striée, il est doté d’un canon lourd flottant de 24-18,5 mm contre un canon non flottant de 20-16 mm pour le Mq. 31. Le bipied articulé est monté au centre de gravité de l'arme ce qui permet de suivre aisément un but mobile.

Frein de bouche

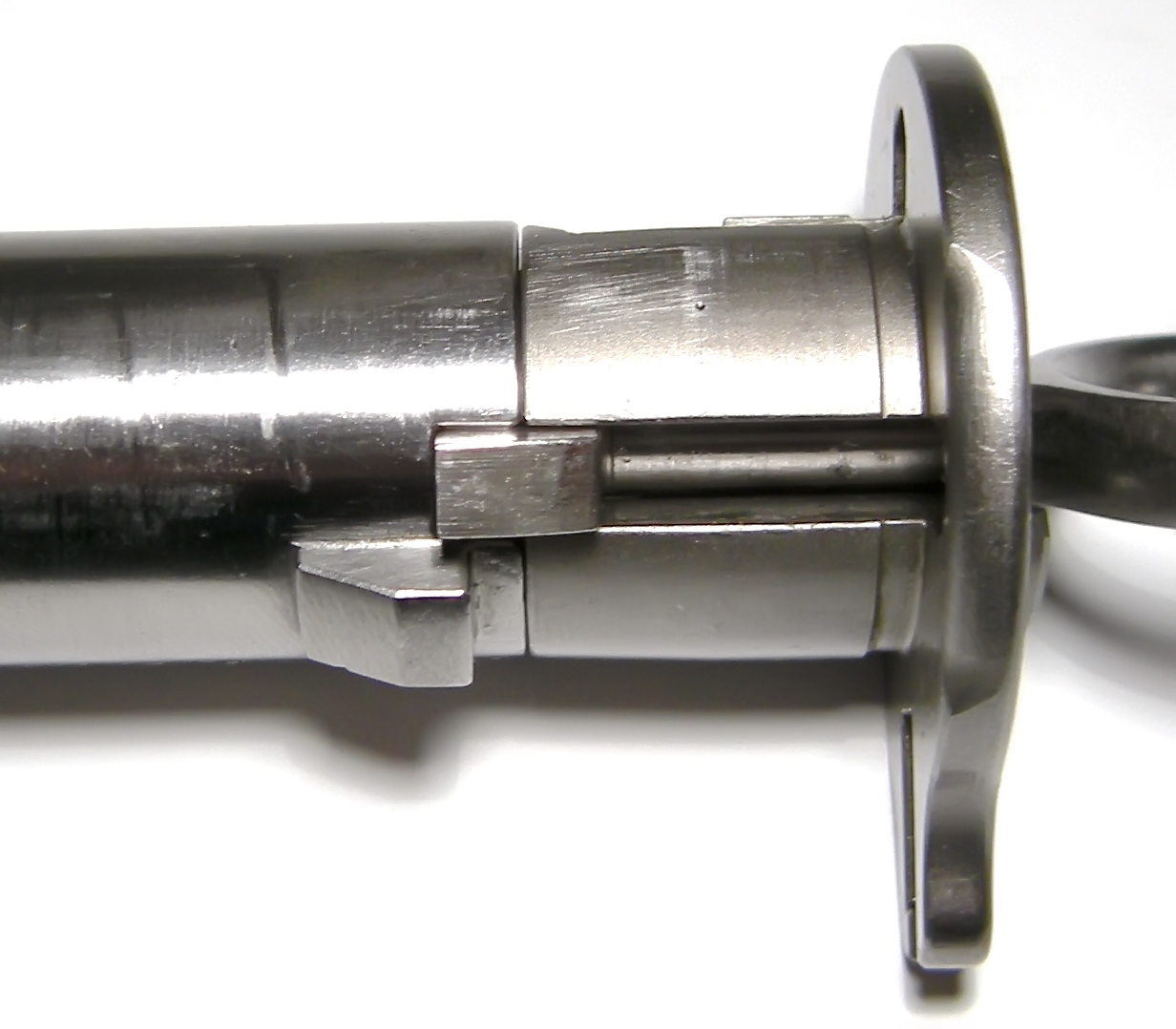
Verrouillage de la douille et de l'écrou de fermeture

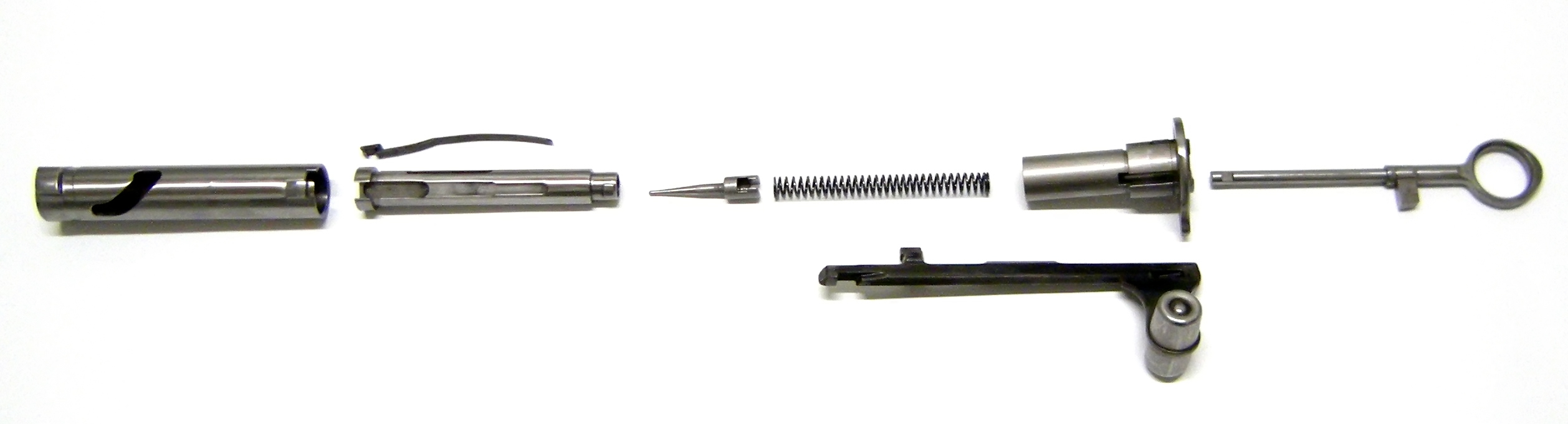
Culasse démontée du Mq. lu.55

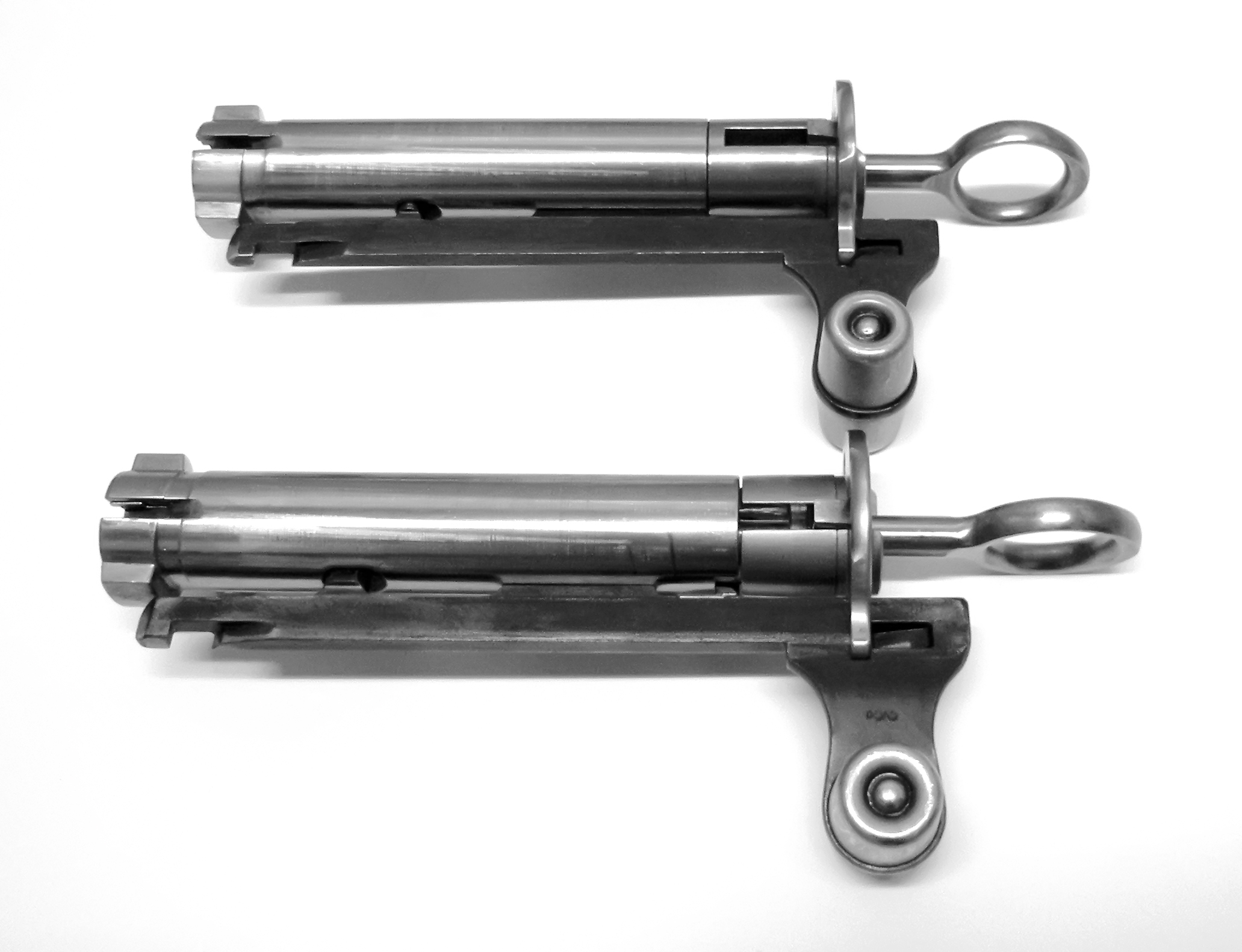
Culasses du Mq. 31 et du Mq. lu.55 (en bas)

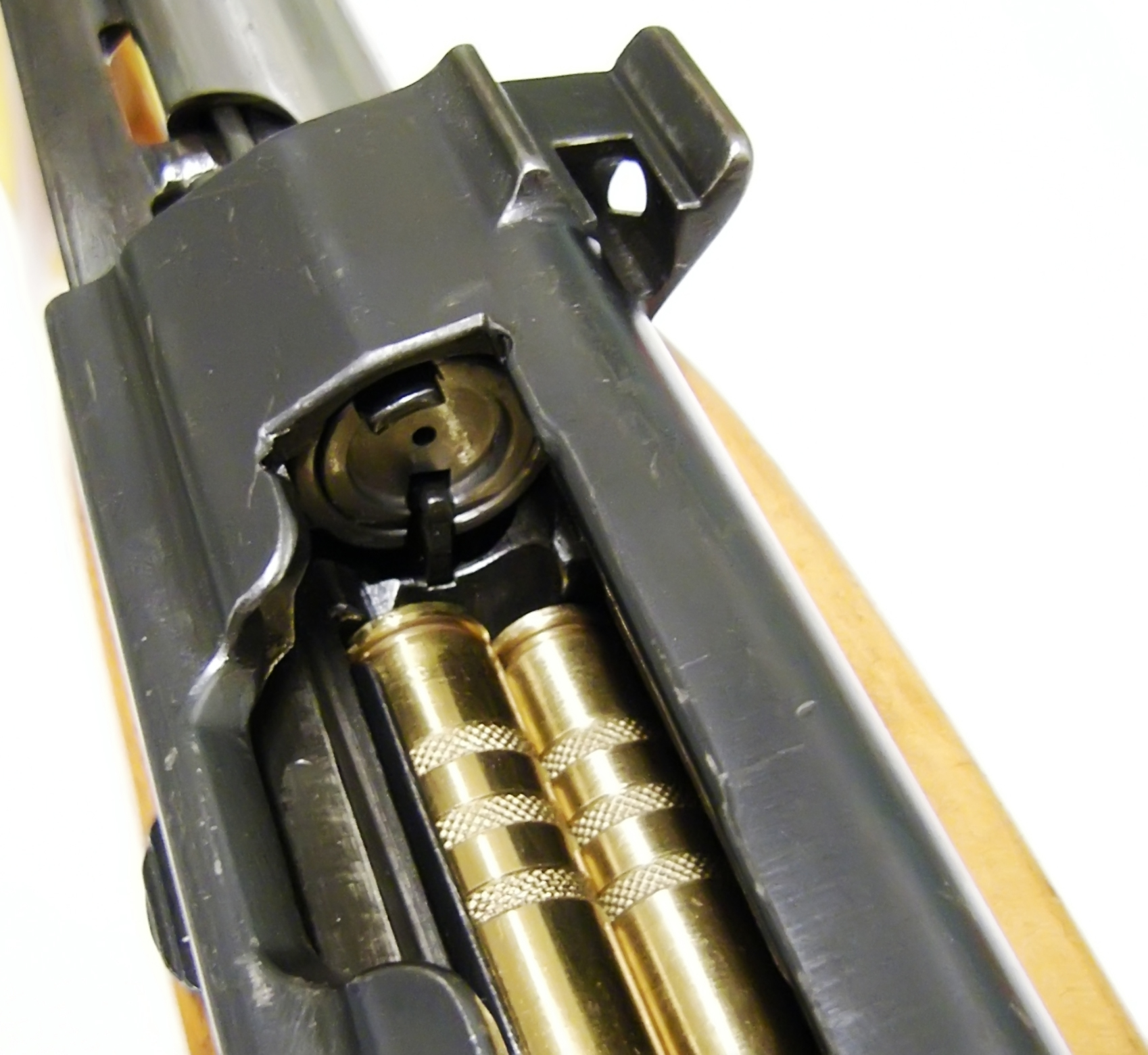
Extracteur (en haut) et éjecteur mobile (en bas)

Le frein de bouche absorbe 1/4 du recul, le Mq. lu. 55 présente la particularité de moins « taper » que le Mq. 31 (recul similaire au Fass 57 de 10 Ns).

D'un poids de 272 grammes il intègre le porte guidon et le tenon de baïonnette. Maintenu au canon par un écrou bloqué par une rondelle de sûreté, il est percé de 76 évents de 2,8 mm reparti en 8 segments et sur 270° le diamètre de sortie est alésé à 9,90 mm

L'armée avait insisté pour que le Mq. lu. 55 puisse recevoir la baïonnette 1918 (anneau de 14 mm) d'où le diamètre réduit de l'extrémité du frein de bouche qui sous certaines conditions entraîne une turbulence des gaz qui influence la balistique du projectile.
En 1960 la W+F a proposé de modifier celui-ci pour recevoir la baïonnette du Fass 57 (anneau de 22 mm) ce qui aurait permis de supprimer ce phénomène.
Culasse et boîte de culasse
Le système de culasse est construit sur le principe du Mq. 31 mais avec deux sûretés supplémentaires et une bouterolle renforcée.

1. Un tenon de verrouillage sur l’arrière de la douille s'engage dans la boîte de culasse au niveau de l'éjecteur et sur la droite.
2. La rainure de feu de l'écrou de fermeture est plus longue, ce qui permet à l'ailette de la tige de percussion de rendre solidaire la douille et l'écrou empêchant ainsi le déverrouillage au départ du coup.

En comparaison du Mq. 31, la douille est plus longue et l'écrou de fermeture plus court.

Du fait de la présence de la lunette, l’ouverture de charge est inclinée sur la droite, ce qui permet l’introduction de la munition et l’éjection des douilles sans gêne (vertical sur le Mq. 31). La longueur de la boîte de culasse est identique au Mq. 31, soit 170 mm.
Le dispositif de détente et de départ du coup se composent des mêmes éléments que ceux du Mq. 31, la queue de détente (languette), à rayon égal, a une courbure légèrement plus prononcée. Pour éviter la confusion des pièces, la détente porte un marquage "Zf"
Les vis du bipied et de l'écusson sont assurées par une contre-vis latérale bloquant la tête de cette dernière.
Guidon et hausse
La hausse à joues se compose des mêmes éléments que celle du mousqueton 31.

Le cran de mire demi-rond est plus large sur le Mq. lu. 55 (1,6 mm) que sur le Mq 31 (1,4 mm). Pour les différencier, la planche de hausse du Mq. lu. 55 porte un marquage "Zf".

L'encoche 1500 m. ne correspond pas à la portée maximale qui est d'environ 5300 m. La portée verticale est de 2500 m. que le projectile atteint en 17 secondes.

Le guidon, à pointe carrée, est protégé latéralement, il est fixé au porte-guidon par une queue d'aronde. Large de 2,2 mm. il existe en 5 hauteurs différentes : 5,9 - 6,2 - 6,5 - 6,8 et 7,1 mm. Le changement d'un guidon par un autre dans l'ordre des hauteurs, déplace le point d'impact de 16 cm à 300 mètres et un déplacement latéral de 1 mm déplace le point d'impact de 12 cm. à 300 mètres.

Il est à noter que selon le règlement, les guidons du Mq 31 ne doivent pas être montés sur le Mq. lu. 55, (le crand de mire du Mq. lu. 55 étant plus ouvert).

L'arme est réglée "centré rasé" à 300 mètres, de ce fait le point d'impact sera pour toutes distances de 1 ‰ plus élevé que le point de mire.

Interchangeabilité des pièces
Les seules pièces interchangeables de la culasse du Mq. lu. 55 avec la culasse du Mq. 31 sont: la tige de percussion, le ressort de percussion, la broche de percussion et l’extracteur.

Bien que le magasin du Mq. 31 puisse être inséré et verrouillé, il est plus court en hauteur de 2 mm que son homologue du Mq. lu. 55, ce qui provoque un dérangement à l'alimentation. Pour éviter toute confusion le magasin porte le marquage "Zf" en plus du numéro de série de l'arme. 

La plaque de couche est noircie sur sa face extérieure, elle est de dimensions identiques au Mq. 31, la baïonnette modèle 1918 peut être montée sur l'arme.(Noter l'absence de la tige de faisceau). Les dioptres ne peuvent pas être montés. 

## Entretien de l'arme
Chaque tireur est responsable de l'entretien de son mousqueton.

Il est interdit :

De porter plusieurs mousquetons sur la même épaule;
De charger des armes non emballées sur des véhicules;
D'obstruer la bouche du canon avec de la graisse ou avec un chiffon;
D'utiliser des mousquetons comme brancards;
D'apporter une modification quelconque à l'arme.
Nettoyage
Nettoyage Journalier

Le nettoyage journalier se fait lorsque l'arme n'a été que légèrement salie lors de son emploi journalier, il comprend :
Le retrait des cartouches ;
Le nettoyage extérieur de l'arme, puis un léger graissage ;
Le contrôle de fonctionnement.
Nettoyage après le tir

Le nettoyage après le tir se fait après chaque tir ; il comprend :
Le retrait des cartouches ;
Le démontage d'arme ;
Le nettoyage et le graissage du canon et de la chambre à cartouche ;
Le nettoyage et le graissage de la culasse, de la boîte à culasse et du magasin ;
Le remontage de l'arme ;
Le contrôle de fonctionnement.
Nettoyage approfondi

Le nettoyage approfondi se fait après une période de mauvais temps, il comprend: 
Le retrait des cartouches ;
Le démontage d'arme ;
Le nettoyage et le graissage du canon et de la chambre à cartouche ;
Le nettoyage et le graissage de toutes les autres pièces;
Le remontage de l'arme ;
Le contrôle de fonctionnement.
Pour la lunette observer les points suivants :
Manipulation soigneuse, protéger l'arme contre les coups et les chocs ;
Protection contre l'humidité et la saleté. Si la lunette est mouillée il faut la laisser sécher dans un local, mais pas à côté d'un fourneau. L'étui doit être ouvert ;
Nettoyer les verres de l'oculaire avec un chiffon doux ou une peau de daim. Après avoir auparavant enlevé les poussières avec un pinceau ;
Graisser légèrement les pièces métalliques, pour l'optique il ne faut en aucun cas utiliser de la graisse ou d'huile  de nettoyage d'armes ;
Aucune réparation ne doit être exécutée par la troupe. En temps de paix, les lunettes défectueuses doivent être renvoyées à l'arsenal. En temps de guerre au 2e échelon ;
Pour l'enmagasinage, ouvrir le couvercle de l'étui.    
Nettoyer le mousqueton après chaque emploi, graisser l'intérieur du canon à chaud immédiatement après tout tir à balle ou à blanc.

Par temps sec, il suffit d'essuyer, puis de graisser extérieurement l'arme et la culasse.

Après un tir à balles, à blanc ou avec les cartouches propulsives, procéder à un nettoyage plus poussé de même si l'arme est très encrassée ou mouillée.
- Nettoyage des parties métalliques

Les parties métalliques de l'arme doivent être frottées avec un chiffon sec, le nettoyage terminé, frotter légèrement toutes les parties métalliques avec un chiffon propre et imbibé de graisse. Graisser particulièrement les surfaces de frottement et tout spécialement le verrou et la douille de fermeture, il ne faut graisser ni le percuteur, ni le canal de percussion.
- Nettoyage du canon

Il faut réintroduire la douille de fermeture pour éviter que l'éjecteur n'abîme le cordeau.

Le cordeau est introduit par la boîte à culasse, le treillis doit être bien graissé et en suffisamment bon état pour qu'il pénètre dans les rayures du canon.

Le cordeau doit être tiré par deux hommes exactement dans l'axe de l'âme du canon, à la fin de chaque traction le treillis doit sortir du canon.

Après avoir ainsi enlevé les résidus de poudre, il faut enrouler un chiffon de coton mince autour du cordeau en avant du treillis et nettoyer ainsi à nouveau le canon jusqu'à ce qu'il soit propre.

Le canon est ensuite contrôlé, en attachant une importance particulière à la propreté des rayures, puis graissé.
Pour ce faire, il faut enrouler un chiffon de coton mince bien graissé en avant du treillis, puis passer le cordeau. On peut aussi utiliser la baguette.

- Nettoyage de la chambre à cartouche

La chambre à cartouche se nettoie ou moyen de la curette, si la curette ne serre pas assez dans la chambre à cartouche, il faut l'ouvrir un peu avec un tournevis.

- Nettoyage des parties en bois

Les parties en bois, monture et garde-main doivent être nettoyées avec un chiffon sec.
Prescription de graissage pour le service de parc
Canon et chambre à cartouche
Graisse pour armes automatiques été comme hiver
Toutes les parties blanches ou bronzées
Graisse pour armes automatiques été comme hiver
Dispositifs de détente et de percussion
Dégraissés été comme hiver
Mesures particulières à prendre pas temps froid
L'éjecteur et le dispositif de détente doivent être dégraissés, le gel peut être évité par l'utilisation d'huile de nettoyage d'armes.

### Démontage de la culasse
Prendre la culasse dans la main gauche, placer l'ailette de la tige de percussion entre les deux rainures de l'écrou.

Soulever la bouterolle du verrou hors de l'encoche de la douille, ensuite en le poussant vers l'avant, sortir le verrou de la rainure de l'écrou de fermeture.

Le majeur et le pouce tiennent les deux tenons de fermeture, tourner d'un quart de tour l'écrou de fermeture, et séparer le dispositif de percussion de la douille de fermeture.

Séparer le cylindre de la douille de fermeture

Détendre le ressort de percussion en plaçant l'ailette de la tige de percussion dans la rainure de feu, comprimer le ressort de percussion, enlever le percuteur, le ressort de percussion et la tige de percussion de l'écrou de fermeture.

Soulever l'extracteur de 3 mm avec le tournevis, puis le pousser en avant. (ne démonter que rarement à cause du danger de rupture ou de déformation du ressort).

## Engagement et instruction
Dotation

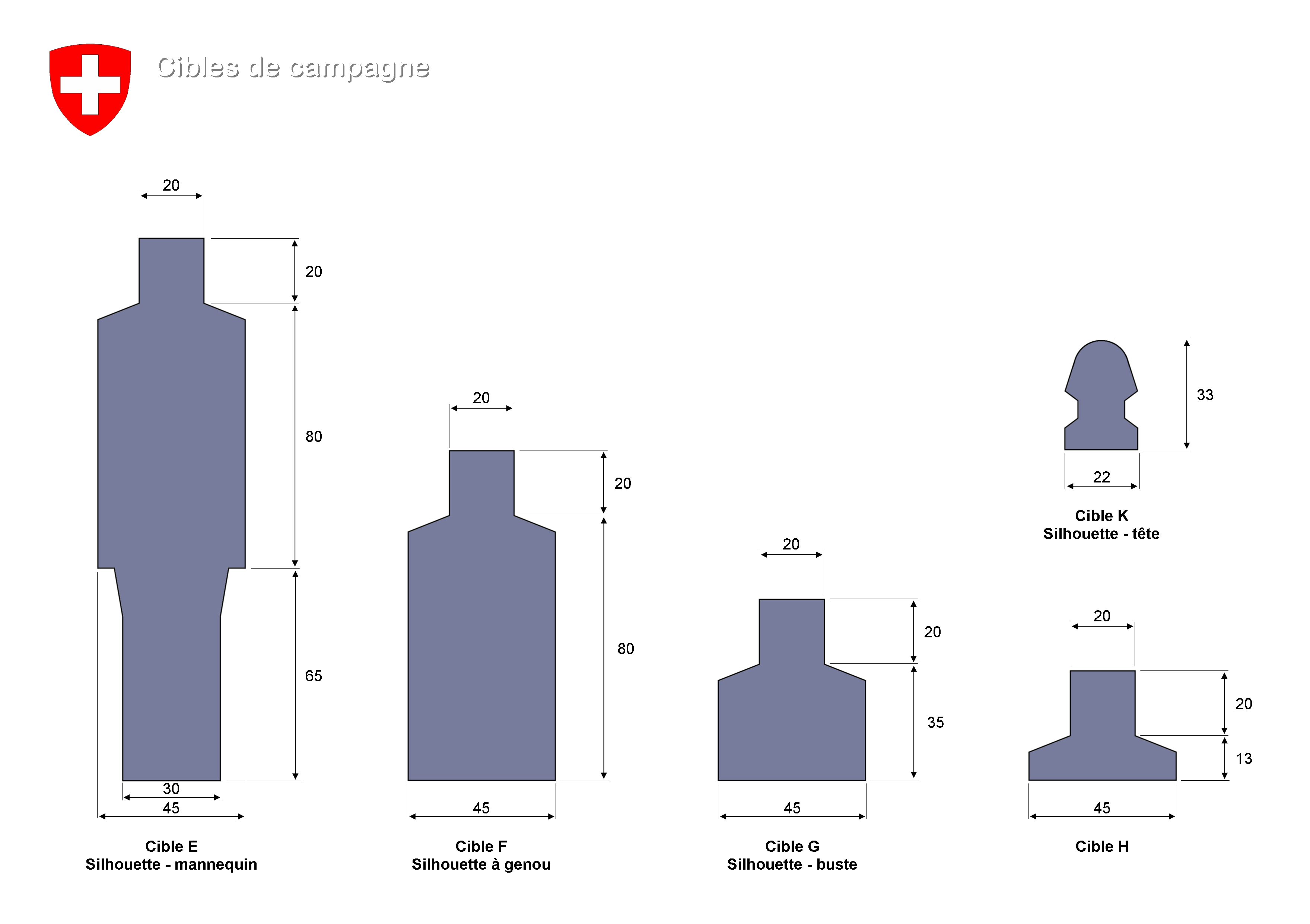
Cibles de campagne

1 mousqueton à lunette 31/42 pour un groupe de combat de 11 hommes.

L'effectif réglementaire pour une compagnie de fusiliers de 159 hommes est de 5 mousquetons à lunette 55

1 mousqueton à lunette 55 dans l'équipement supplémentaire de l'équipe de sct et du groupe d'appui dans le char gren 63/73

10 mousquetons à lunette dans l'armement de l'État-Major du groupe de forteresse 2
Engagement
- Contre des cibles difficiles à repérer jusqu'à 600 m.
- À la tombée de la nuit jusqu'à 300 m.
- Pendant la nuit contre des cibles éclairées.
- Contre l'ennemi en marche à grande distance.
- Contre des cibles spécialement dangereuses qui en valent la peine (poste d'observation, tireurs d'élite, chefs, fentes de visée d'un char).

Instruction
L'instruction sera donnée par un officier. Les hommes choisis devront continuer leur entraînement dans les disciplines spéciales et adapteront leurs connaissances au mq. à lunette. Le tir se fera dans des situations toujours plus difficiles avec un camouflage parfait.

Les matières suivantes sont enseignées
- Appuis de l'arme
- Choix de la position
- Approche et départ de la position, camouflage.
- Croquis et estimation de distance
- Reconnaissance du but
- Distinction de but difficilement repérable

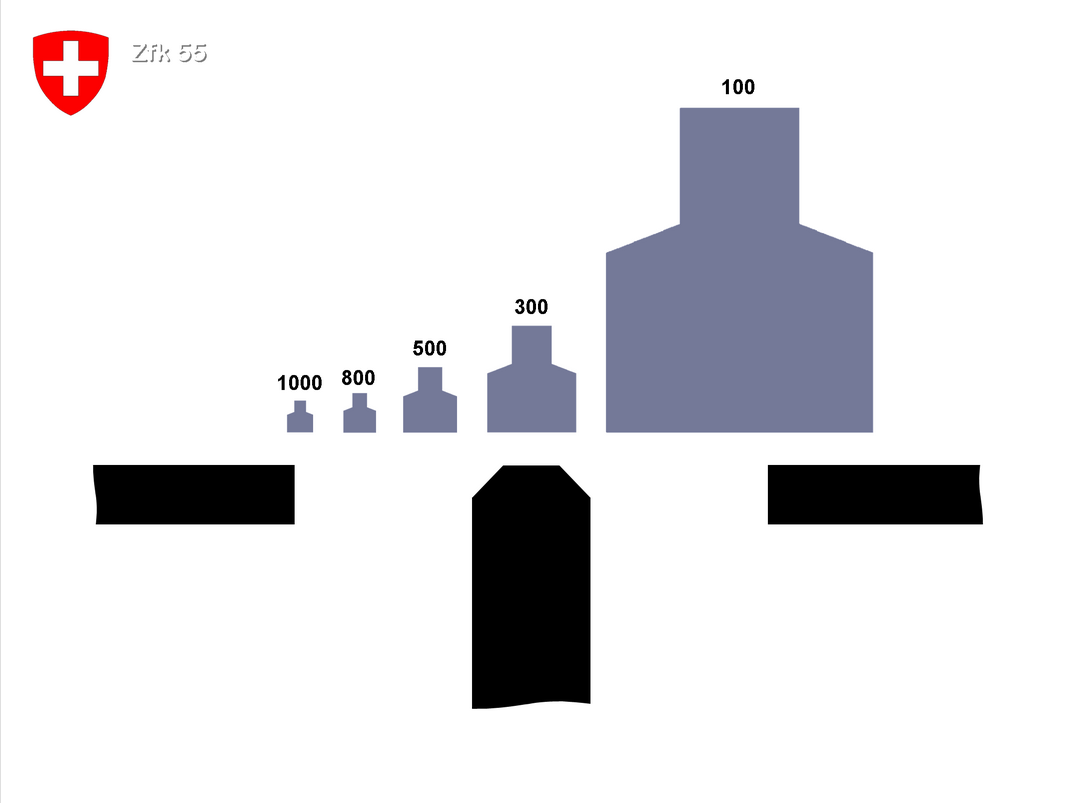
Comparaison d'une cible G sur le réticule de la lunette de pointage

Programme des tirs au mousqueton à lunette en 1958
| Exercice | Distance     | Cible | Nombre de coups | But de l'exercice                                                             | Condition |
| -------- | ------------ | ----- | --------------- | ----------------------------------------------------------------------------- | --------- |
| 1        | 300 m        | A 10  | 18              | Permet au tireur de s'habituer à son arme et règle le tir pour l'exercice n°2 | s/o       |
| 2        | 300 m        | A 10  | 10              | Exercice avec arme réglée                                                     | 90 points |
| 3        | 300 m        | K     | 10              | Cible invisible à l'œil nu après tir de réglage sur cible à 10 pts.           | 8 touchés |
| 4a       | 300 et 500 m | G     | max. 6 coups    | Tir de réglage dans le terrain                                                | s/o       |
| 4b       | 300 et 500 m | G     | 10              | But peu visible sur distance inconnue après tir de réglage l'exercice n°4a    | 6 touchés |
| 5        | 200 m        | E     | 12              | Sur cible mouvante                                                            | 6 touchés |
| 6        | 100 et 150 m | E     | 12              | À la tombée de la nuit                                                        | 6 touchés |
| 7        | 200 m        | G     | 12              | De nuit avec lampion, s'éteint quand la cible tombe                           | 6 touchés |

A 300 mètres, le tir sur cible A combinée à 10 points après les exercices 1 et 2 ne sera qu'une exception. On emploiera la plus grande partie du temps et de la munition pour l'instruction au tir sur des cibles de campagne à des distances inconnues.

L'arme réglée, on pourra exiger qu'un but de 0,2 m² (cible G de 45 x 55 cm.) soit atteint du premier coup à 300 mètres. Un bon tireur obtient en tirant sur bipied un total de 95/100 points en 10 coups toujours à 300 mètres.

Le Mq. lu. 55 obtient au banc de tir un total de 241,3 point contre 239 points pour le Mq. 31 sur un maximum de 250 points à 300 mètres.

La probabilité de toucher une cible F à 800 mètres est de 1,1 coup et de 1,7 coup à 1000 mètres.
Selon règlement, il s'écoule 1/100 de seconde entre le moment où la détente agit et celui où la broche de percussion frappe l'amorce. 1,5/1000 de seconde plus tard, le projectile sort de la bouche du canon et traverse 1/2 seconde plus tard la cible à 300 mètres et arrive à 1000 mètres 1,5 seconde plus tard avec une vitesse de 380 m/s, 300 à 1500 m, 250 à 2000 m, et 180 à 3000 m.
Prescriptions de sécurité
Identique au Mq. 31 pour les exercices de combat.

## Galerie

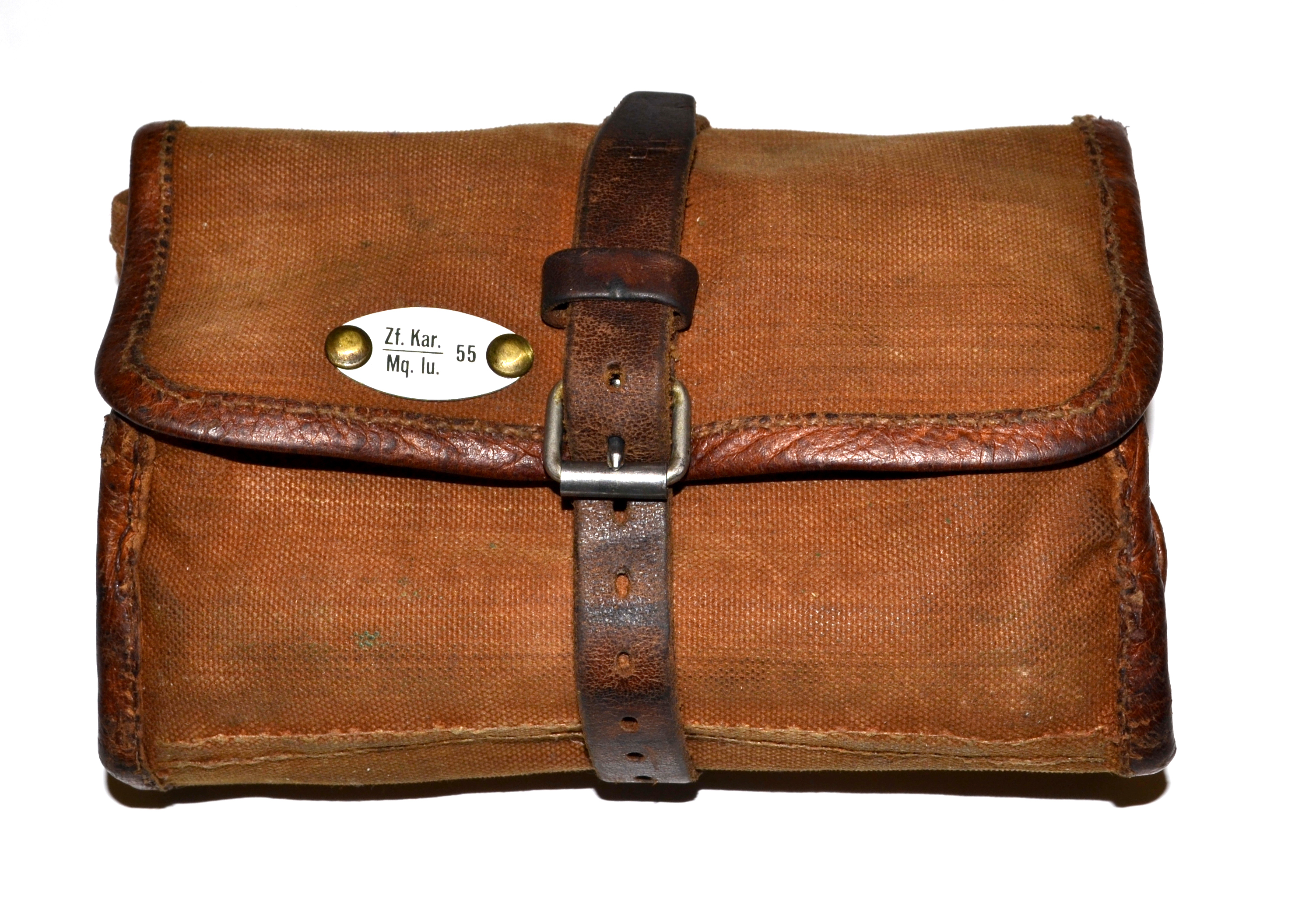
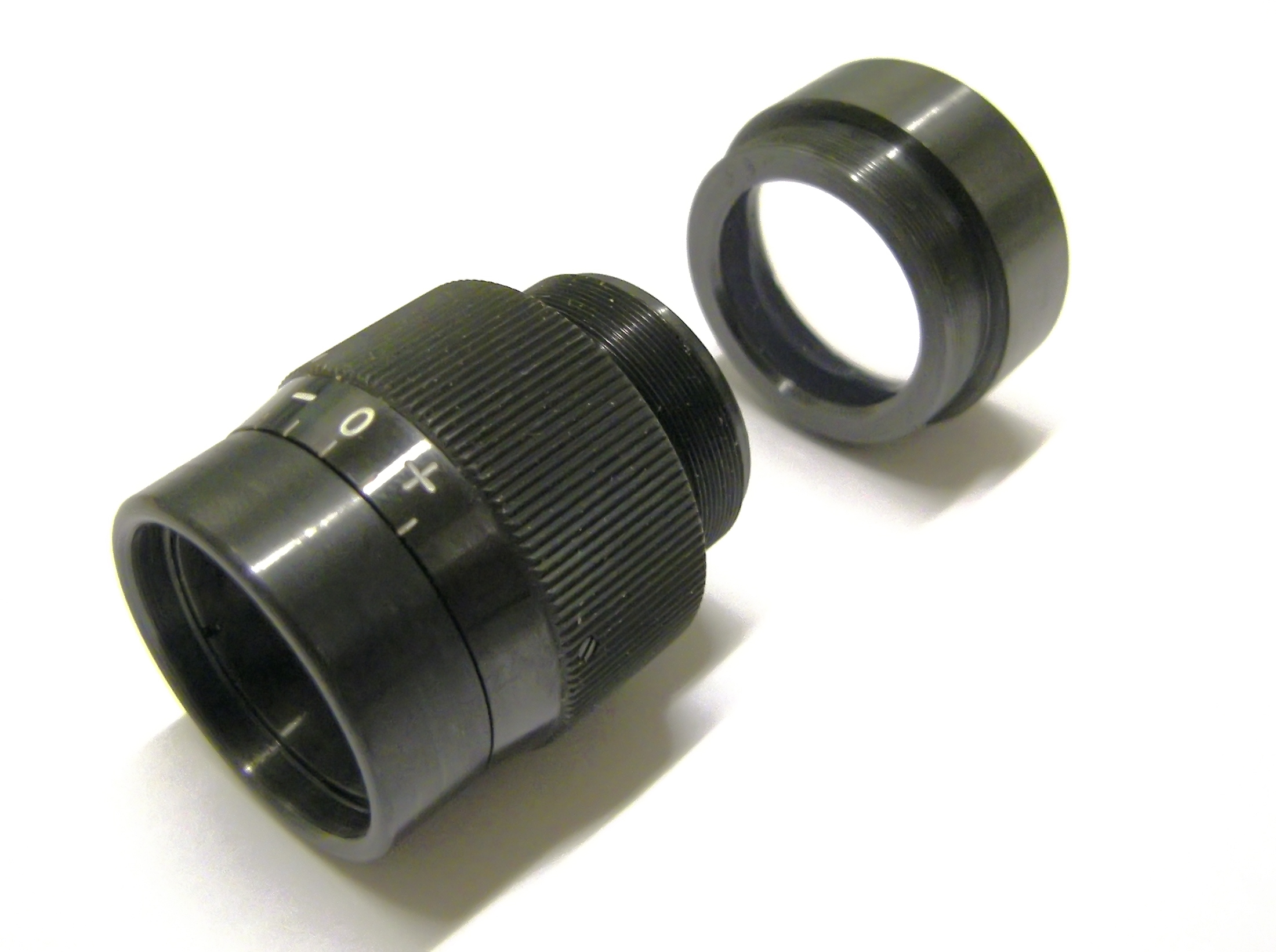
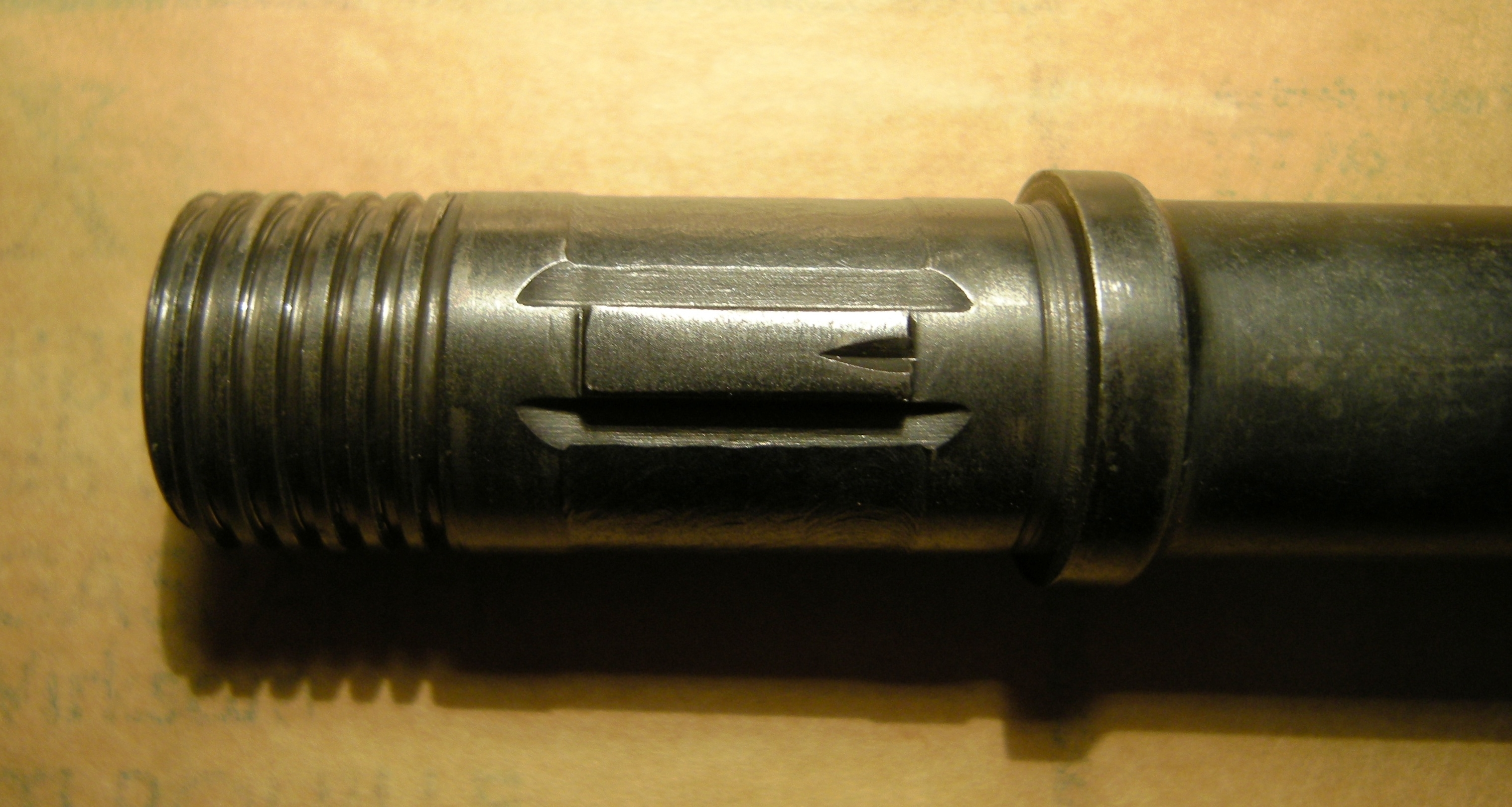
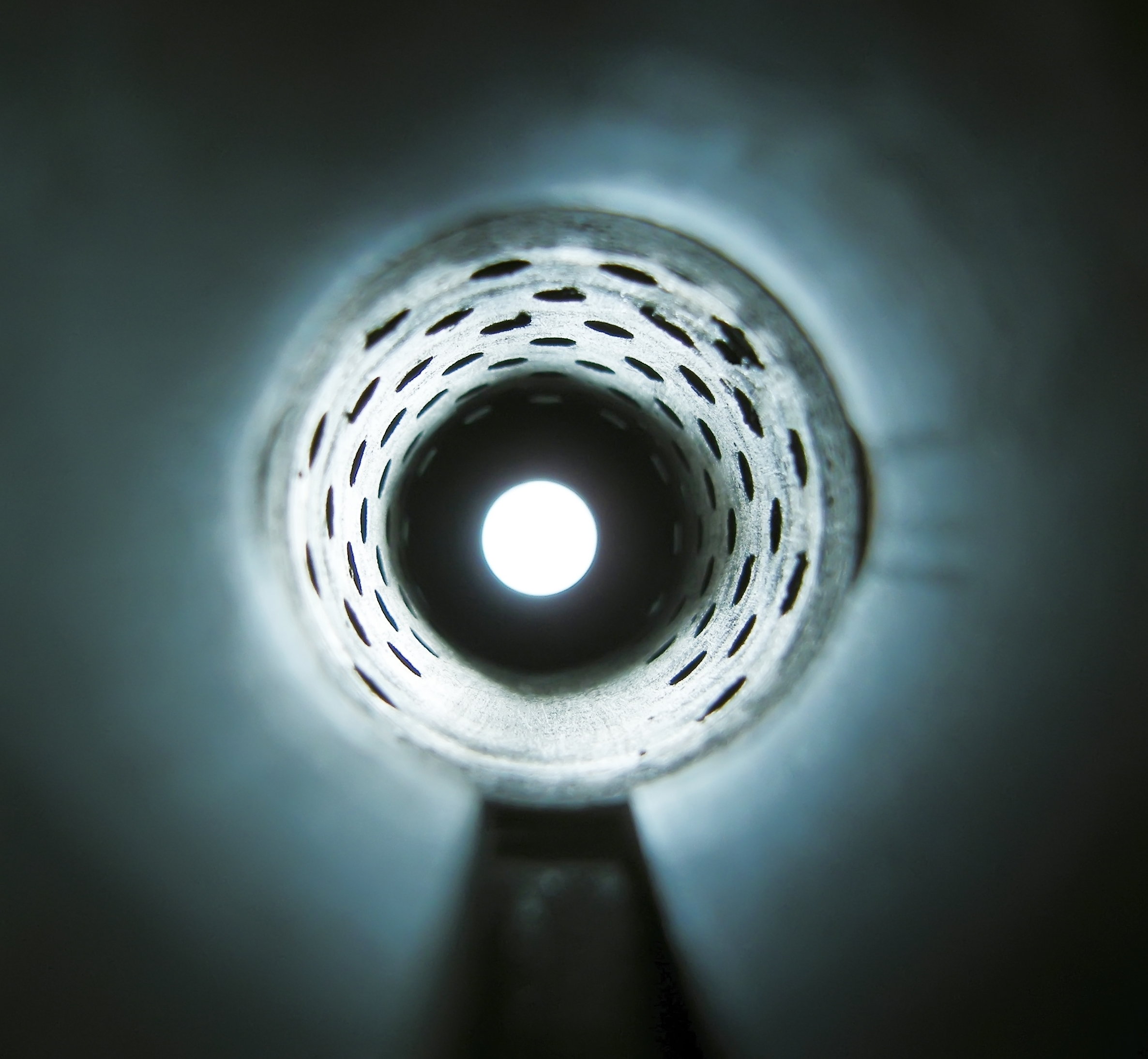
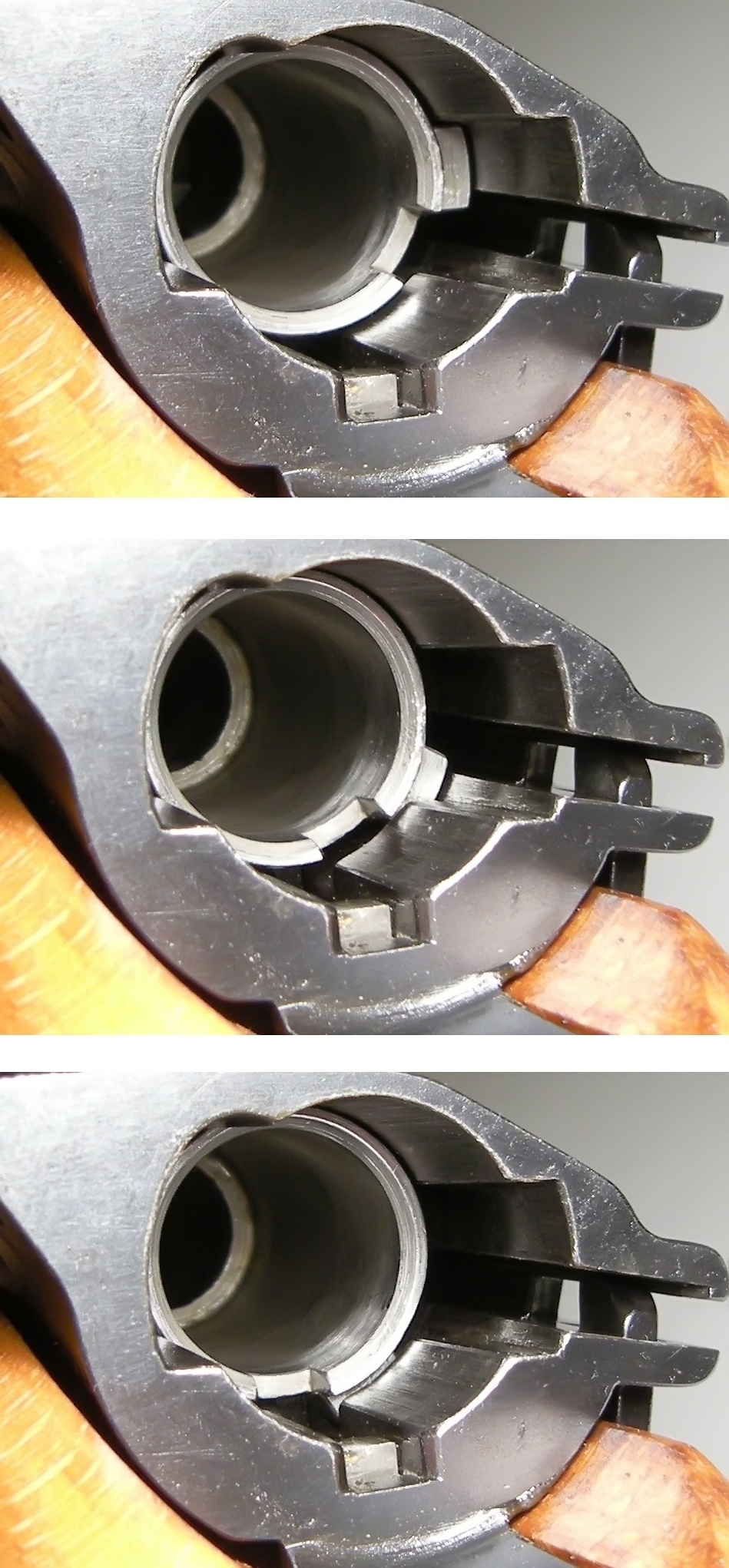
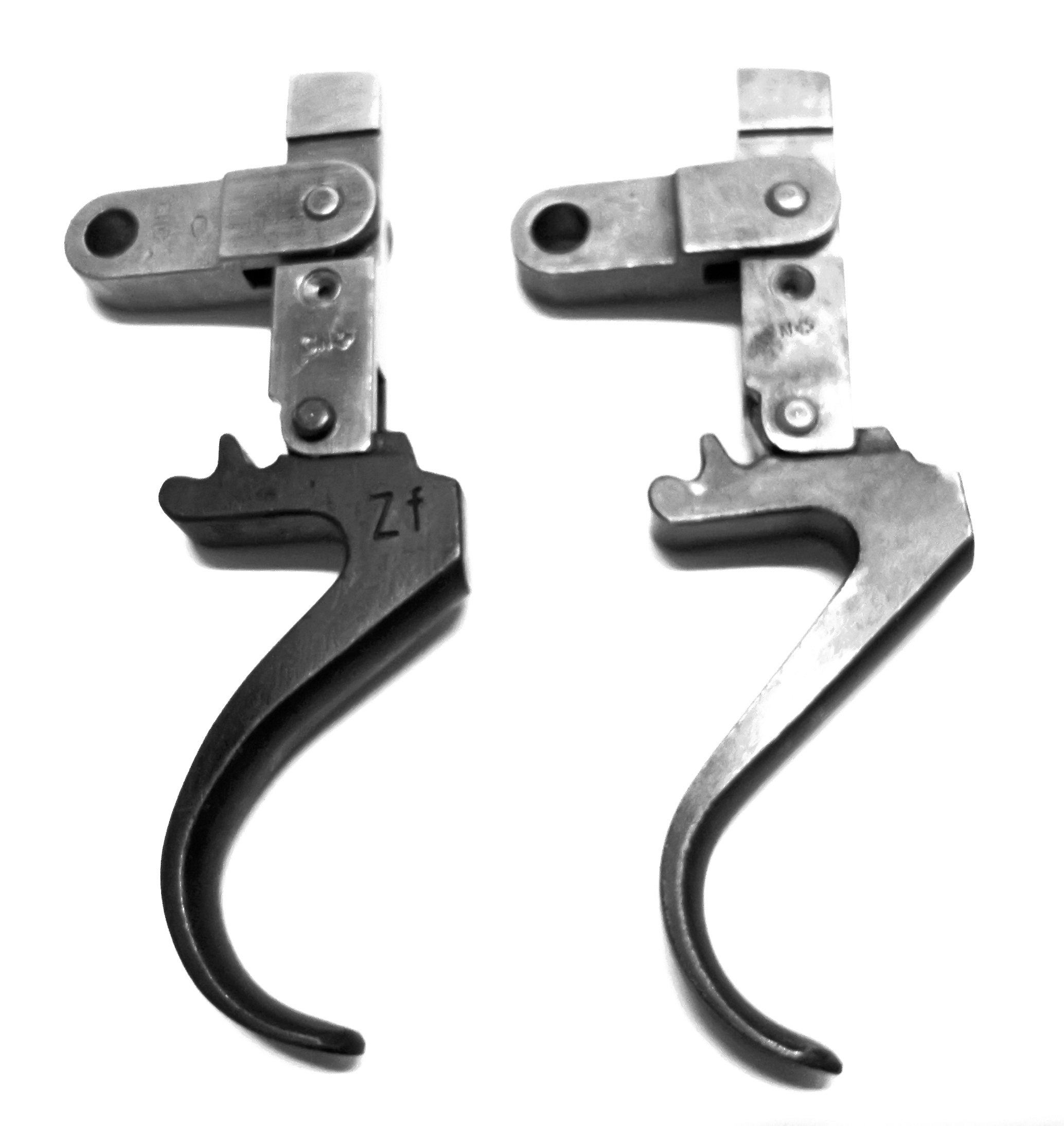
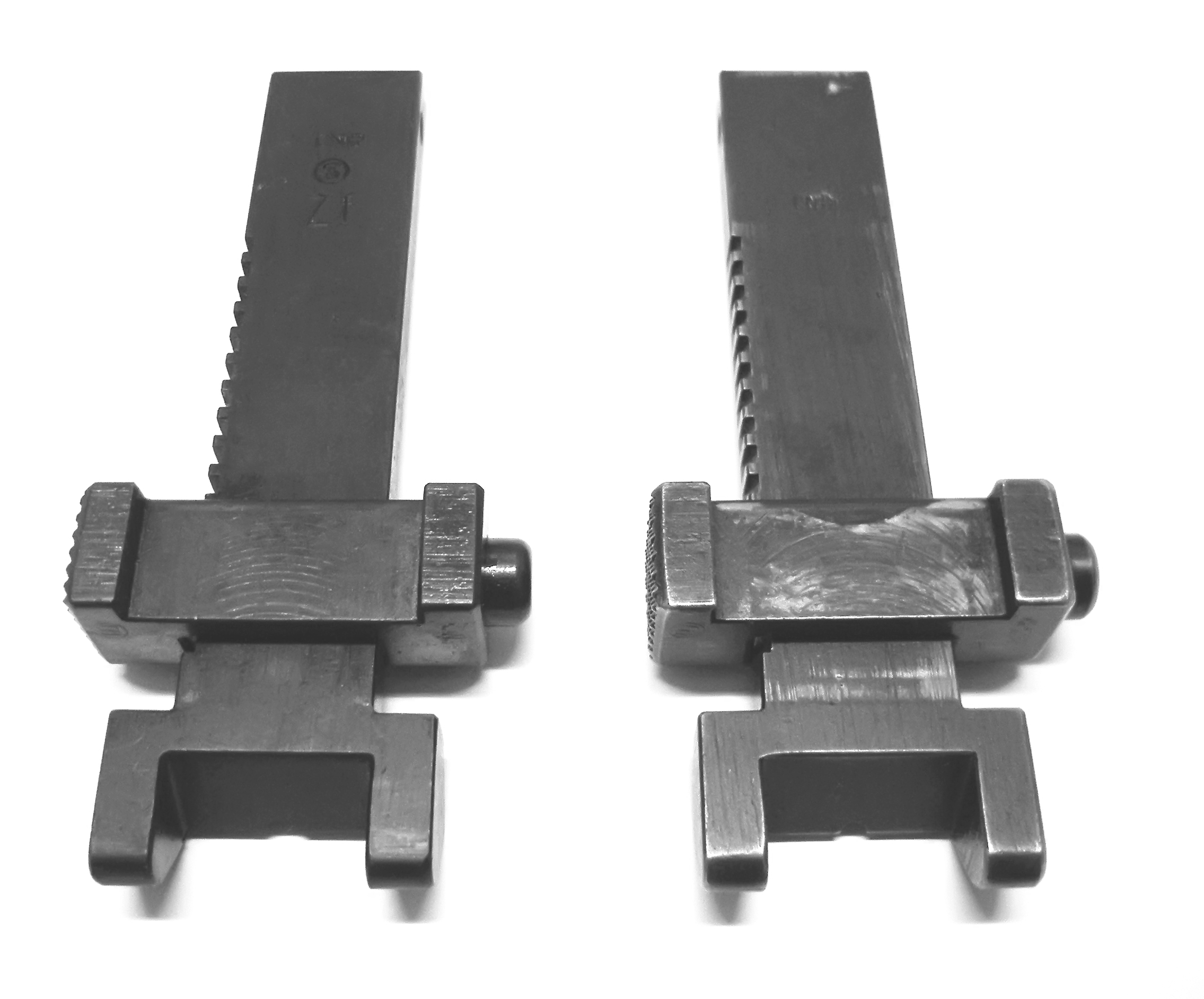